# Synema pusillum
Synema pusillum es una especie de araña cangrejo del género Synema, familia Thomisidae, orden Araneae.

## Distribución
Esta especie se encuentra en Venezuela.

## Taxonomía
Fue descrita por Caporiacco en 1955.
Tratamiento taxonómico
La especie aparece registrada y publicada en Estudios sobre los aracnidos de Venezuela. 2a parte: Araneae. Acta Biologica Venezuelica 1: 265–448.